# Hoher Riffler (Verwallgruppe)
Hoher Riffler – najwyższy szczyt w paśmie Ferwall, w austriackich Alpach. Leży w Tyrolu.
Pierwszego wejścia dokonali Joseph Anton Specht i Franz Pöll w 1864 r.